# マイケル・フェルプス
マイケル・フレッド・フェルプス（Michael Fred Phelps, 1985年6月30日 - ）は、アメリカ合衆国メリーランド州ボルティモア出身の競泳選手。身長193センチ。体重88キロ。
世界の頂点に昇りつめた実力から「水の怪物」の異名を持つ。

## 概要
イングランド、アイルランド、スコットランド、ウェールズ、ドイツの血を引く家庭に生まれる。2020年時点、400m個人メドレーの世界記録保持者であり、“水の超人”イアン・ソープ（オーストラリア）に代わり、世界の頂点に昇りつめた「水の怪物」。自由形でも世界トップレベルの実力を誇り、一大会で複数の種目を制する体力を活かして、オリンピックメダル獲得数史上1位の記録も打ち立てた。主種目としたバタフライをはじめ、さまざまな種目で頭角を現したことから史上最強のスイマーとの呼び声も高い。
もっとも得意とした200mバタフライでは、2001年3月に男子競泳史上最年少15歳9ヶ月で世界記録を更新してから2019年7月まで18年間世界記録保持者を維持し2009年7月まで7度世界記録を更新、2001年7月の世界選手権で優勝してから世界大会（オリンピックと世界選手権）では長らく敗れていなかった（2005年の世界選手権はエントリーせず）。傑出した選手の1つの記録が、10年以上という長い年月に渡り世界記録として残ることはしばしばあるが、一人の選手が長い年月同じ種目の記録を更新し続けるということは競泳史上では稀である。同種目では2002年パンパシフィック選手権で敗れて（2位）以降、出場した60回のレース全てで優勝していたが、2011年4月8日から10日に行われたミシガングランプリで9年ぶりに敗れた。オリンピックにおいては、アテネ五輪（2004年）と北京五輪（2008年）で金メダルを連続取得していたが、ロンドン五輪（2012年）ではフィニッシュ寸前に抜かれ、100分の5秒差で2位（銀メダル）となった。しかし、これがオリンピックメダルとしては歴代最多タイの18個目となった。
リオデジャネイロ五輪競泳競技終了時点でオリンピックメダルの通算獲得数28個、金メダルの通算獲得数23個となり歴代1位の記録となっている。また、オリンピック1大会でのメダル獲得数8個（アテネ五輪・北京五輪でそれぞれ8個）というのも歴代1位タイ記録である。しかも北京五輪で獲得した8個のメダルは全て金メダルであり、オリンピック1大会で8個の金メダル獲得というのは史上初の記録となった（うち7つは世界新記録）。
世界選手権では通算33個のメダルを獲得している。うち、26個が金メダルである。
大会成績以外の受賞歴は、2003年、2004年、2006年、2007年、2008年、2009年、2012年度の世界競泳選手オブザイヤー（Swimming World Swimmers of the Year）、2001年、2002年、2003年、2004年、2006年、2007年、2008年、2009年、2012年度のアメリカ競泳選手オブザイヤー（American Swimmer of the Year）など。
薬物疑惑をかけられたことがあり、北京五輪の際は本人曰く一か月半の間に約40回の薬物検査を受けたという。2009年2月1日、英紙ニュース・オブ・ザ・ワールドにて、ガラス製の吸引器具で大麻を吸引しているらしき写真が掲載された。本人はその写真が本物であることを認めた上で謝罪した。しかし、2009年2月16日、サウスカロライナ州リッチランド郡の警察は、フェルプスが大麻を吸引した証拠や本人の自白がないため、フェルプスに対して刑罰を科さないことを発表した。スポンサーはケロッグ社の1社だけが降板したのみである。この件でフェルプスは米国水泳連盟から3か月間の出場停止処分を受けたのみである。
2010年2月18日（現地時間）、バンクーバーオリンピックのアイスホッケー競技を観戦した際にメディアからの質問に応じ「30代までは泳がない」とロンドンオリンピックが最後のオリンピックになると明言。北京オリンピックで金メダルを獲得した8種目のうちいくつかには出場しない旨も明らかにした。
2014年4月、現役に復帰することが判明。
2015年、着用ギアをイタリア製ブランドの“aqua sphere/アクアスフィア”と契約し自身のMPブランドを立ち上げ開発にも携わる。
2015年 12月3日 - 5日、アメリカ Frederal Wayで行われた冬季全米選手権大会に200m個人メドレー、100mバタフライ、200mバタフライの3種目にエントリー。3種目共に1位を獲得。
2016年、ブラジルリオデジャネイロで行われたオリンピックで競泳種目に6種目に出場した。この内、100ｍバタフライではシンガポールのジョセフ・スクーリングに0.75秒遅れての銀メダルとなった。

## 特徴
広げると身長より遥かに長い腕と大きな足そして非常に柔らかい関節は、一掻きで大量の水を掻くことが出来るので、大きな推進力を生み出す。爆発的な推進力を生み出すドルフィンキックは、フェルプスのこれは全く体幹の軸がブレないため、抵抗が少なくてすむ。また、全身を鞭の様にしならせているので、更に推進力が増す。さらに驚異的なスタミナが、他の選手と違うフェルプス最大の特徴である。200m自由形、バタフライの150mターンは心肺能力が限界に近いので、通常はすぐに浮上してくる。しかしフェルプスはそこでまだ10m以上潜水できるほどのスタミナを持つ。彼の泳ぎは他の選手と比べて、スタートとターン時の潜水距離が圧倒的に長く、潜水から浮上した時点では他の選手より体半分リードを奪っている。この泳法は彼が得意とするドルフィンキックを最大限に生かす泳法と言える。
バタフライは泳ぎの特性上ゴールタッチを決めることが難しいのだが、フェルプスはその技術にも優れており、ゴール局面で競り合っている状況でタッチを決めて競り勝ったことがたびたびある。特に2008年北京オリンピック100mバタフライでの逆転は大きな話題となった。

## 略歴
2000年、15歳でシドニー五輪に出場し、200mバタフライで5位入賞する。
2001年3月に200mバタフライの世界記録（当時）を更新し、男子競泳史上最年少の15歳9ヶ月で世界記録保持者となった。7月の世界水泳福岡大会では、200mバタフライで自己の持つ世界記録（当時）を更新して優勝。
2002年、この年から個人メドレーにも本格的に力を入れ、400m個人メドレーで世界記録（当時）を更新。
2003年の世界水泳バルセロナ大会では、400mに加え200m個人メドレーでも世界記録（当時）を更新。
同レースで2位に入ったイアン・ソープに3秒6以上の差をつける圧勝であった。また、同大会の4x200mフリーリレーでは、第1泳者として1分46秒60で泳ぎ、自由形長距離界の王者グラント・ハケットを抑えて1位で次の泳者に繋いだ。このレースでクロールの潜在能力も高いことが覗えたことから、以降自由形にも本格的に力を入れ始める。そして、アテネ五輪では200m自由形にも出場することを表明し、当時この種目の第一人者であったイアン・ソープに挑戦状を叩きつけることとなった。
2004年のアテネ五輪では、1972年のミュンヘン五輪におけるマーク・スピッツの7冠を超える8冠を目指したが、4x100mフリーリレーでは伏兵南アフリカとオランダに、200m自由形ではイアン・ソープとピーター・ファン・デン・ホーヘンバンドに敗れて銅メダルに終わり、6冠に止まった。
2005年は腰を痛めたこともあって精彩を欠き、世界水泳モントリオール大会では負担の大きい200mバタフライ、400m個人メドレーを欠場した。自己ベストも、200m自由形で1分45秒20を出したのみであった。
2006年もあまりタイムを伸ばすことはなかったが、それでもパンパシフィック選手権で200mバタフライと200m個人メドレーで自己の持つ世界記録（当時）を僅かばかり更新した。
2007年の世界水泳メルボルン大会では、低調だった2年前とは打って変わってタイムを大きく伸ばし、大会史上初となる7冠（個人種目5冠・リレー種目2冠）を達成し、5つの世界記録（当時）を更新した。しかし、4x100mメドレーリレーの予選においてイアン・クロッカーが引継違反をしてアメリカチームが失格となったため、競泳の国際大会史上初となる8冠は達成できなかった。
2008年の北京五輪では、個人5種目とリレー3種目に出場した。9日間で17レースをこなさなければならない状況にもかかわらず、全ての種目で金メダルを獲得し、ミュンヘン五輪でマーク・スピッツが達成した7冠を超え、競泳世界大会史上初・オリンピック史上初となる8冠を達成した。このうち100mバタフライを除く7種目では世界新記録となった（なお、100mバタフライは五輪新記録。100mバタフライは最後の最後で逆転に成功し、わずか0.01秒差の金メダルだった）。最終種目となった4x100mメドレーリレーの表彰式の最後に、この前人未到の功績を称えて記念品が贈呈された。
2012年のロンドン五輪では、400m個人メドレーで萩野公介に競り負け4位に終わった。200mバタフライでは、チャド・レクロー（南アフリカ）とわずか0.05秒の差で銀メダルとなった。4×100mフリーリレーでも銀メダルに終わった。200m個人メドレー・100mバタフライ・4×200mフリーリレー・4×100mメドレーリレーにて同一種目3連覇を達成した。なお、過去2大会でメダルを獲得していた200m自由形にはエントリーしなかった。
2016年のリオデジャネイロ五輪では、200mバタフライ、200m個人メドレー、4×100mフリーリレー、4×200mフリーリレー、4×100mメドレーリレーで金メダルを獲得、100mバタフライは銀メダルを獲得した。200m個人メドレー・4×200mフリーリレー・4×100mメドレーリレーにて同一種目4連覇を達成した。
生涯において、世界新記録を39回樹立（個人種目29、リレー種目10）。
2023年の福岡世界水泳において、レオン・マルシャンが4分02秒50の世界新記録を樹立。フェルプスが持つ従来の記録を15年振りに更新。これにより、フェルプスの持っていた個人種目全ての世界記録が他の選手によって破られた。

## 自己ベスト
| 種目             | 記録      | 樹立年 | 備考        |
| ---------------- | --------- | ------ | ----------- |
| 100m自由形       | 47秒51    | 2008年 |             |
| 200m自由形       | 1分42秒96 | 2008年 | 世界歴代2位 |
| 400m自由形       | 3分46秒73 | 2003年 |             |
| 100m背泳ぎ       | 53秒01    | 2007年 |             |
| 200m背泳ぎ       | 1分54秒65 | 2007年 |             |
| 100mバタフライ   | 49秒82    | 2009年 | 世界歴代3位 |
| 200mバタフライ   | 1分51秒51 | 2009年 | 世界歴代3位 |
| 200m個人メドレー | 1分54秒16 | 2011年 | 世界歴代3位 |
| 400m個人メドレー | 4分03秒84 | 2008年 | 世界歴代2位 |

## 主な成績
太字で示しているものは現在の世界記録
- 2000年 シドニーオリンピック 200mバタフライ 5位 1分56秒50
- 2001年 世界水泳 200mバタフライ 金メダル 1分54秒58 ※世界新（当時）
- 2003年 世界水泳 100mバタフライ 銀メダル 51秒10
- 2003年 世界水泳 200mバタフライ 金メダル 1分54秒35 ※準決勝で1分53秒93の世界新（当時）
- 2003年 世界水泳 200m個人メドレー 金メダル 1分56秒04 ※世界新（当時）
- 2003年 世界水泳 400m個人メドレー 金メダル 4分09秒09 ※世界新（当時）
- 2003年 世界水泳 4x200mフリーリレー 銀メダル 7分10秒26
- 2003年 世界水泳 4x100mメドレーリレー 金メダル 3分31秒54 ※世界新（当時）、フェルプスは予選にのみ出場
- 2004年 アテネオリンピック 200m自由形 銅メダル 1分45秒32
- 2004年 アテネオリンピック 100mバタフライ 金メダル 51秒25※五輪新（当時）
- 2004年 アテネオリンピック 200mバタフライ 金メダル 1分54秒04※五輪新（当時）
- 2004年 アテネオリンピック 200m個人メドレー 金メダル 1分57秒14※五輪新（当時）
- 2004年 アテネオリンピック 400m個人メドレー 金メダル 4分08秒26 ※世界新（当時）
- 2004年 アテネオリンピック 4x100mフリーリレー 銅メダル 3分14秒62
- 2004年 アテネオリンピック 4x200mフリーリレー 金メダル 7分07秒33
- 2004年 アテネオリンピック 4x100mメドレーリレー 金メダル 3分30秒68 ※世界新（当時）、フェルプスは予選にのみ出場
- 2005年 世界水泳 100m自由形 7位 48秒99
- 2005年 世界水泳 200m自由形 金メダル 1分45秒20
- 2005年 世界水泳 400m自由形 予選落ち 3分50秒53
- 2005年 世界水泳 100mバタフライ 銀メダル 51秒65
- 2005年 世界水泳 200m個人メドレー 金メダル 1分56秒68
- 2005年 世界水泳 4x100mフリーリレー 金メダル 3分13秒77
- 2005年 世界水泳 4x200mフリーリレー 金メダル 7分06秒58
- 2005年 世界水泳 4x100mメドレーリレー 金メダル 3分31秒85 ※フェルプスは予選にのみ出場
- 2007年 世界水泳 200m自由形 金メダル 1分43秒86 ※世界新（当時）
- 2007年 世界水泳 100mバタフライ 金メダル 50秒77
- 2007年 世界水泳 200mバタフライ 金メダル 1分52秒09 ※世界新（当時）
- 2007年 世界水泳 200m個人メドレー 金メダル 1分54秒98 ※世界新（当時）
- 2007年 世界水泳 400m個人メドレー 金メダル 4分06秒22 ※世界新（当時）
- 2007年 世界水泳 4x100mフリーリレー 金メダル 3分12秒72※大会新（当時）
- 2007年 世界水泳 4x200mフリーリレー 金メダル 7分03秒24 ※世界新（当時）
- 2008年 北京オリンピック 200m自由形 金メダル 1分42秒96 ※世界新（当時）
- 2008年 北京オリンピック 100mバタフライ 金メダル 50秒58（五輪新）
- 2008年 北京オリンピック 200mバタフライ 金メダル 1分52秒03 ※世界新（当時）
- 2008年 北京オリンピック 200m個人メドレー 金メダル 1分54秒23 ※世界新（当時）
- 2008年 北京オリンピック 400m個人メドレー 金メダル 4分03秒84 ※世界新（当時）
- 2008年 北京オリンピック 4x100mフリーリレー 金メダル 3分08秒24
- 2008年 北京オリンピック 4x200mフリーリレー 金メダル 6分58秒56 ※世界新（当時）
- 2008年 北京オリンピック 4x100mメドレーリレー 金メダル 3分29秒34 ※世界新（当時）
- 2009年 世界水泳 200m自由形 銀メダル 1分43秒22
- 2009年 世界水泳 100mバタフライ 金メダル 49秒82
- 2009年 世界水泳 200mバタフライ 金メダル 1分51秒51
- 2009年 世界水泳 4x100mフリーリレー 金メダル 3分09秒21 ※大会新
- 2009年 世界水泳 4x200mフリーリレー 金メダル 6分58秒55
- 2009年 世界水泳 4x100mメドレーリレー 金メダル 3分27秒28
- 2011年 世界水泳 200m自由形 銀メダル 1分44秒79
- 2011年 世界水泳 100mバタフライ 金メダル 50秒71
- 2011年 世界水泳 200mバタフライ 金メダル 1分53秒34
- 2011年 世界水泳 200m個人メドレー 銀メダル 1分54秒16
- 2011年 世界水泳 4x100mフリーリレー 銅メダル 3分11秒96
- 2011年 世界水泳 4x200mフリーリレー 金メダル 7分02秒67
- 2011年 世界水泳 4x100mメドレーリレー 金メダル 3分32秒06
- 2012年 ロンドンオリンピック 100mバタフライ 金メダル 51秒21
- 2012年 ロンドンオリンピック 200mバタフライ 銀メダル 1分53秒01
- 2012年 ロンドンオリンピック 200m個人メドレー 金メダル 1分54秒27
- 2012年 ロンドンオリンピック 400m個人メドレー 4位 4分09秒28
- 2012年 ロンドンオリンピック 4x100mフリーリレー 銀メダル 3分10秒38
- 2012年 ロンドンオリンピック 4x200mフリーリレー 金メダル 6分59秒70
- 2012年 ロンドンオリンピック 4x100mメドレーリレー 金メダル 3分29秒35

## 夏季オリンピックでの戦績
|                       | 200m 自由形 | 100m バタフライ | 200m バタフライ | 200m 個人メドレー | 400m 個人メドレー | 4x100m フリーリレー | 4x200m フリーリレー | 4x100m メドレーリレー |
| --------------------- | ----------- | --------------- | --------------- | ----------------- | ----------------- | ------------------- | ------------------- | --------------------- |
| 2000 シドニー         |             |                 | 5位             |                   |                   |                     |                     |                       |
| 2004 アテネ           | 3位         | 優勝            | 優勝            | 優勝              | 優勝              | 3位                 | 優勝                | 優勝                  |
| 2008 北京             | 優勝        | 優勝            | 優勝            | 優勝              | 優勝              | 優勝                | 優勝                | 優勝                  |
| 2012 ロンドン         |             | 優勝            | 2位             | 優勝              | 4位               | 2位                 | 優勝                | 優勝                  |
| 2016 リオデジャネイロ |             | 2位             | 優勝            | 優勝              |                   | 優勝                | 優勝                | 優勝                  |

|          | 金 | 銀 | 銅 |
| -------- | -- | -- | -- |
| 個人種目 | 13 | 2  | 1  |
| 団体種目 | 10 | 1  | 1  |
| 合計     | 23 | 3  | 2  |

## 人物
メリーランド州のボルティモアで生まれ育ち、トウソン高校を2003年に卒業。ニックネームはMPである。父親はメリーランド州の元警察官であるフレッド・フェルプスで、学生時代はフットボール選手だった。母親は中学校の校長をするデボラ（通称デビー）・フェルプスで、1994年に夫と離婚後、教育関係の仕事でマイケルら3人の子を育て、2009年には金メダリストを育てたシングルマザーとして自伝を出版した。ホイットニーとヒラリーの2人の姉をもち、姉たちも競泳選手であった。ホイットニーに至っては、1996年のオリンピックでアメリカのナショナルチーム入りが濃厚とされていたが、怪我により引退している。
両親が離婚した9歳のとき、フェルプスは、注意欠陥・多動性障害(Attention-Deficit Hyperactivity Disorder)との診断をうける。7歳で水泳を始めたのも、彼の姉の影響もあるが、多動性障害特有の有り余ったエネルギーのはけ口として、母親が水泳を始めさせた。10歳の時に、同年齢を対象にした全米大会で大会新記録をマークした。両親の離婚により、プールが父親を失った辛さをまぎらわす場ともなり、コーチが代理父のような存在だったという。
2004年11月に、メーリーランド州ソールズベリーにおいて、酒気帯び運転で逮捕され、同年12月に、地裁で、罰金250ドルと保護観察18カ月の判決を受ける。保護観察期間中の禁酒、高校生に飲酒運転がいかに危険であるかを講演すること、米民間非営利団体（NPO）「MADD（飲酒運転に反対する母親たち）」がスポンサーする会合への出席が命じられた。その後、フェルプスは、テレビ番組に出演した際に、事件について「家族とアメリカ国民を落胆させてしまった」と反省を述べている。
イギリスのガーディアン紙によると、フェルプスは1日に12000キロカロリーを摂取しており、一般男性の6倍になる。フェルプスの平均的な朝食は、スクランブルエッグとチーズとレタスとトマトと焼いた玉ねぎとマヨネーズを挟んだサンドイッチ3つ、さらに、2杯のコーヒーとオムレツ1つ、加えて、砂糖をかけたフレンチトースト3切れ、そして最後にチョコレートチップス3袋を食べる。昼食は、500gの大盛パスタ、マヨネーズのかかった大きなハム2つとチーズのサンドイッチを食べる。さらに、体力をつけるために、1000キロカロリーの栄養ドリンクを飲んでいる。夕食は、次の日の練習に備え、500gのパスタとピザ1枚を食べ、さらに1000キロカロリーの栄養ドリンクを飲んでいる。フェルプスはアメリカのNBCテレビに対し、「Eat, sleep and swim, that's all I can do.（良く食べ、良く睡眠をとり、良く泳ぐこと。これが僕に出来ることのすべてだ）」と語っている。
2008年北京オリンピック後、「もう目標を達成したから、ほかのことに挑戦したい。自分探しをしたいんだ」と一時引退を発表。その後、燃え尽き症候群に悩まされた。
フェルプスは、2012年のロンドンオリンピックを最後に競泳から一時引退。自身にとって最後の公式競技となった4x100mメドレーリレー（2012年8月4日）で通算22個目のオリンピック・メダル（金メダルとしては18個目）を獲得後、「自分は水泳において、やるべきことは全てやった」と語り、NBCのスタジオ・インタビューにおいて、司会のボブ・コスタスが何度尋ねても、引退の決心に変わりはないと述べた。「これまで、競泳であちこちの町を訪れたが、実際に町を観光したことはない。ホテルとプール以外のものも見てみたい」という理由により、今後は世界各地を旅行するつもりだという。一方で、「どうして自分はもっと努力をしなかったんだろう」と後悔の念、自身への失望が大きく、五輪後に深刻なうつ状態に陥った。
2014年9月30日に米国メリーランド州で酒気帯び運転などの疑いで逮捕された。そのため米国水連から「6か月の競技会出場停止」「既に代表権を獲得していた翌年の世界選手権の代表権剥奪」という処分を下された。逮捕後の45日間のリハビリ施設収容中に、長年わだかまりとなっていた「父親に捨てられた」という感情と向き合い、父親と面会し関係修復した。
2016年には引退を撤回して復帰しておりリオ五輪が改めて自身のファイナルレースになると公言している。
セラピーを受けることで、それまで苦しんでいた人間関係性を清算・和解することで、リオ五輪に際しては最高の精神状態で臨んだ。
2016年の引退後は、若年層の大麻・アルコール依存や鬱病からの脱却をサポートするメンタル・ヘルス関連企業のESPYSの役員に就任した。
2021年には、大坂なおみのメンタル・ヘルスに関する発言に対して「大坂なおみの勇気には脱帽します」と述べ、応援してほしいと訴えている。

## コーチ
- ボブ・バウマン